# Бенсон (округ)
Округ Бенсон (англ. Benson County) располагается в штате Северная Дакота, США. Официально образован в 1879 году. По состоянию на 2013 год, численность населения составляла 6877 человек.

## География
По данным Бюро переписи США, общая площадь округа равняется 3 727,014 км2, из которых 3 576,794 км2 — суша, и 59,000 км2, или 4,080 % — это водоёмы.

### Соседние округа
- Таунер (Северная Дакота) — север
- Рамси (Северная Дакота) — северо-восток
- Нельсон (Северная Дакота) — восток
- Эдди (Северная Дакота) — юго-восток
- Уэлс (Северная Дакота) — юго-запад
- Пирс (Северная Дакота) — запад

## Население
По данным переписи населения 2000 года в округе проживает 6964 жителя в составе 2328 домашних хозяйств и 1701 семей. Плотность населения составляет 2,00 человека на км2. На территории округа насчитывается 2932 жилых строения, при плотности застройки около 1,00-го строения на км2. Расовый состав населения: белые — 50,85 %, афроамериканцы — 0,10 %, коренные американцы (индейцы) — 48,05 %, азиаты — 0,01 %, гавайцы — 0,01 %, представители других рас — 0,16 %, представители двух или более рас — 0,82 %. Испаноязычные составляли 0,79 % населения независимо от расы.
В составе 38,00 % из общего числа домашних хозяйств проживают дети в возрасте до 18 лет, 48,50 % домашних хозяйств представляют собой супружеские пары, проживающие вместе, 16,60 % домашних хозяйств представляют собой одиноких женщин без супруга, 26,90 % домашних хозяйств не имеют отношения к семьям, 24,50 % домашних хозяйств состоят из одного человека, 12,50 % домашних хозяйств состоят из престарелых (65 лет и старше), проживающих в одиночестве. Средний размер домашнего хозяйства составляет 2,97 человека, и средний размер семьи 3,48 человека.
Возрастной состав округа: 36,10 % — моложе 18 лет, 7,80 % — от 18 до 24, 23,30 % — от 25 до 44, 19,40 % — от 45 до 64, и 19,40 % — от 65 и старше. Средний возраст жителя округа 31 год. На каждые 100 женщин приходится 102,10 мужчин. На каждые 100 женщин старше 18 лет приходится 102,00 мужчин.
Средний доход на домохозяйство в округе составлял 26 688 USD, на семью — 31 558 USD. Среднестатистический заработок мужчины был 23 056 USD против 17 862 USD для женщины. Доход на душу населения составлял 11 509 USD. Около 24,40 % семей и 29,10 % общего населения находились ниже черты бедности, в том числе — 38,90 % молодежи (тех, кому ещё не исполнилось 18 лет) и 16,70 % тех, кому было уже больше 65 лет.